# 瓦石峡河
瓦石峡河，位于中国新疆巴音郭楞蒙古自治州若羌县，长100公里，流域面积3000平方公里。年均径流量达0.68亿立方米，是塔里木盆地东南部的河流。
发源于阿尔金山脉的苏拉木塔格海拔5500米以上积雪带，源头积雪面积约80平方公里。洪峰达75立方米/秒，最枯流量0.25立方米/秒，正常流量为1.2立方米/秒，年引水量约2千万立方米，灌溉土地1000余公顷，水电站装机总容量为150千瓦。